# Amt Föhr-Land

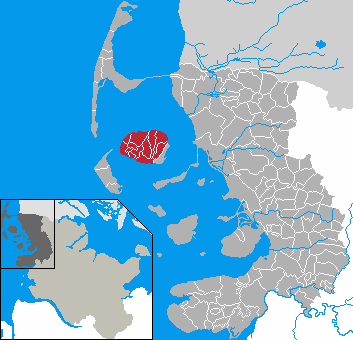
Lage des ehemaligen Amtes Föhr-Land im Kreis Nordfriesland

Das Amt Föhr-Land war ein Amt auf der Insel Föhr im Kreis Nordfriesland in Schleswig-Holstein. Das Amt umfasste alle Gemeinden der Insel außer der Stadt Wyk auf Föhr und hatte 4200 Einwohner auf 75 km² Fläche. 

## Amtsangehörige Gemeinden
1. Alkersum
2. Borgsum
3. Dunsum
4. Midlum
5. Nieblum
6. Oevenum
7. Oldsum
8. Süderende
9. Utersum
10. Witsum
11. Wrixum

## Geschichte
Das Amt wurde 1970 mit Bildung des Kreises Nordfriesland aus den Gemeinden der Ämter Osterlandföhr und Westerlandföhr gebildet. Dabei wurde die Gemeinde Goting nach Nieblum eingemeindet und Oldsum-Klintum und Toftum fusionierten zur Gemeinde Oldsum.
Sitz der Amtsverwaltung war ursprünglich Midlum. Im August 2006 wurde der Verwaltungssitz wegen der sich abzeichnenden Fusion in die Stadt Wyk verlegt. Das Amt wurde im Rahmen der Verwaltungsstrukturreform in Schleswig-Holstein dann zum 31. Dezember 2006 aufgelöst. Gemeinsam mit Wyk und den drei Gemeinden der Nachbarinsel Amrum wurde zum 1. Januar 2007 das Amt Föhr-Amrum gebildet.